# .bl
‎.bl‏ دامنه اینترنتی اختصاص داده شده به کشور سنت بارثلمی است.